# 干草桥
干草桥 (俄语：Сенной мост)是俄罗斯圣彼得堡格里博耶多夫运河上的一座拱桥。

## 历史
干草桥得名于附近的干草广场。
它始建于1931年，是一座单跨人行桥。1952年，由工程师P.B.Bazhenov重建，有优雅的钢结构与铸铁栏杆。

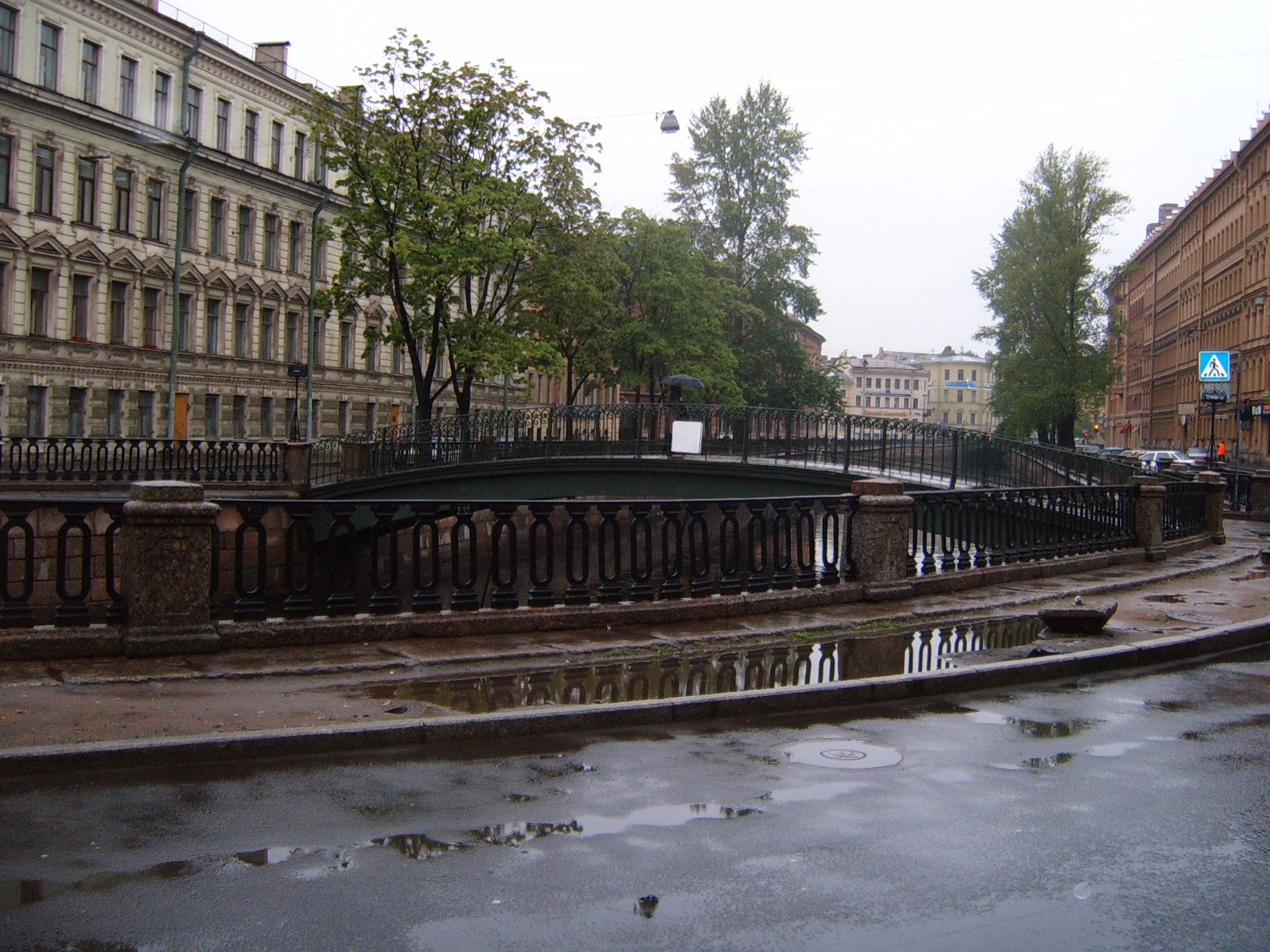
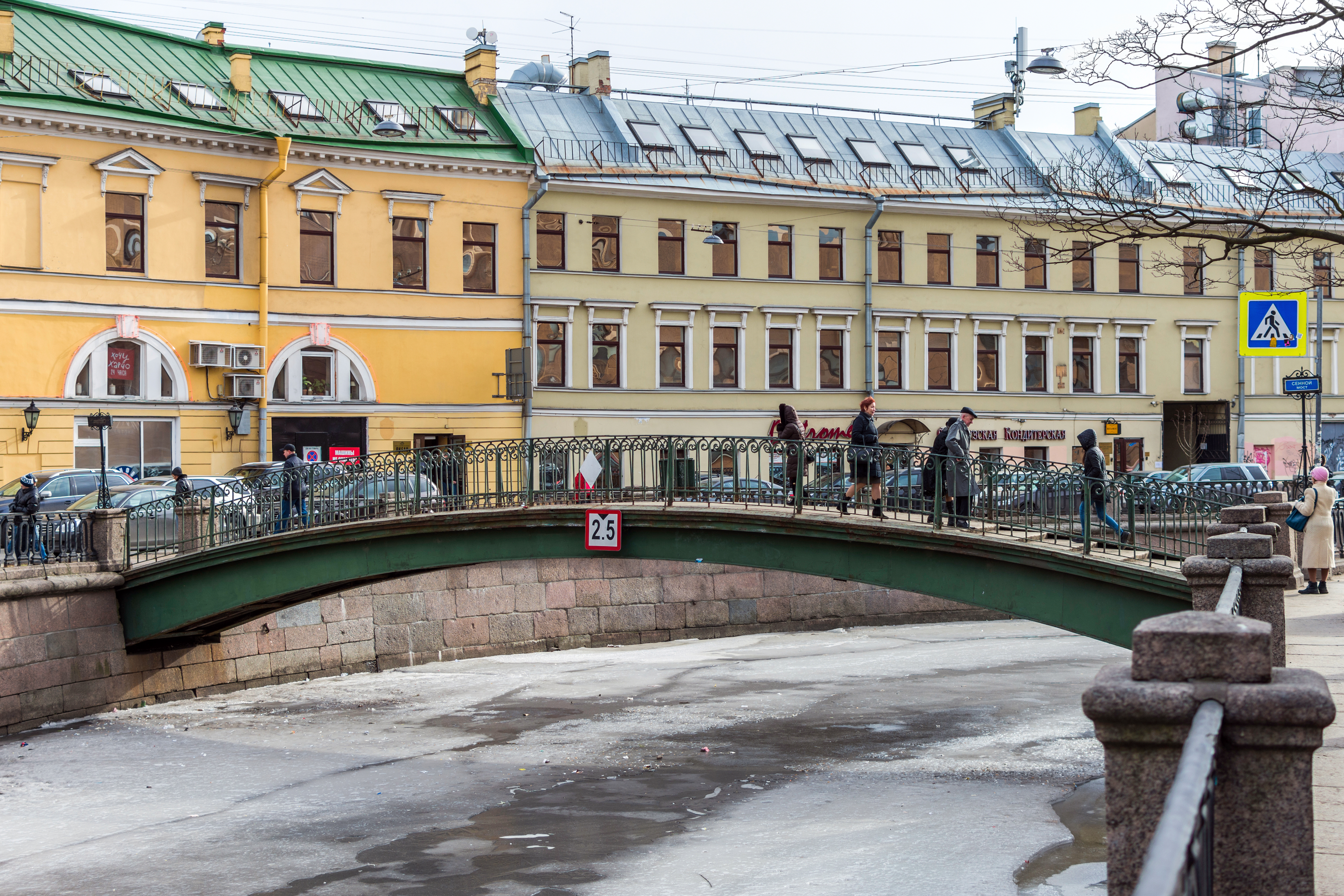